# Leichtathletik-Europacup 1985
| 10. Leichtathletik-Europacup                                        | 10. Leichtathletik-Europacup | 10. Leichtathletik-Europacup | 10. Leichtathletik-Europacup | 10. Leichtathletik-Europacup | 10. Leichtathletik-Europacup |
| ------------------------------------------------------------------- | ---------------------------- | ---------------------------- | ---------------------------- | ---------------------------- | ---------------------------- |
|                                                                     |                              |                              |                              |                              |                              |
| Resultate Superliga (Endstand nach 36 Entscheidungen)               |                              |                              |                              |                              |                              |
| Moskau, Lenin-Zentralstadion (seit 1992 Luschniki) – 17./18. August |                              |                              |                              |                              |                              |
| Frauen                                                              | Frauen                       | Frauen                       | Männer                       | Männer                       | Männer                       |
| Platz                                                               | Land                         | Punkte                       | Platz                        | Land                         | Punkte                       |
| 1                                                                   | Sowjetunion                  | 118                          | 1                            | Sowjetunion                  | 125                          |
| 2                                                                   | DDR                          | 111                          | 2                            | DDR                          | 113                          |
| 3                                                                   | Großbritannien               | 067                          | 3                            | BR Deutschland               | 091                          |
| 4                                                                   | Bulgarien                    | 065                          | 4                            | Großbritannien               | 089                          |
| 5                                                                   | Tschechoslowakei             | 062                          | 5                            | Polen                        | 085                          |
| 6                                                                   | Polen                        | 060                          | 6                            | Tschechoslowakei             | 079                          |
| 7                                                                   | BR Deutschland               | 057                          | 7                            | Italien                      | 071                          |
| 8                                                                   | Italien                      | 035                          | 8                            | Frankreich                   | 067                          |
| ← London 1983                                                       | ← London 1983                | ← London 1983                | Prag 1987 →                  | Prag 1987 →                  | Prag 1987 →                  |
|  abgestiegen in die 1. Liga des nächsten Europacups                 |                              |                              |                              |                              |                              |

Das 10. Leichtathletik-Europacup-Superliga-Finale fand am 17. und 18. August 1985 im Lenin-Zentralstadion (seit 1992 Luschniki) von Moskau (UdSSR) statt und umfasste 36 Wettbewerbe (20 Männer, 16 Frauen).

## Modus
Die diesjährige Austragung fand nach denselben Regeln statt wie der Europacup 1983. Das höchste Niveau des Cups wurde als Superliga bezeichnet und mit jeweils acht Männer- und Frauen-Teams ausgetragen. Die einen Rang darunter platzierten Nationen trugen das B-Finale aus. Die Teams im C-Finale waren in die beiden Gruppen 1 und 2 aufgeteilt. Die Teilnehmernationen waren durch die Resultate von 1983 mit Auf- und Absteigern bereits festgelegt.
Der zunächst vierjährige Rhythmus der erstmals 1983 ausgetragenen Leichtathletik-Weltmeisterschaften führte dazu, dass in der laufenden Saison keine internationale Meisterschaftskonkurrenz außer dem Europa- und Weltcup stattfand. So erfuhr der Cupwettbewerb hier nochmal eine zwischenzeitliche Aufwertung. Die beiden stärksten Teams der Superliga qualifizierten sich wie von 1977 bis 1981 wieder für den Weltcup. Auch die Athleten aus den nicht für den Weltcup startberechtigten Ländern konnten sich mit guten Leistungen als Teilnehmer des Teams Europa empfehlen.

## Der zehnte Leichtathletik-Europacup
Seit 1975 fanden die Frauenwettbewerbe im A-Finale am selben Ort und an denselben beiden Tagen gemeinsam mit den Männerwettbewerben statt. So war es auch im Finale der diesjährigen Austragung. Ebenso wurde der bewährte zweijährige Wettkampfturnus mit Austragung der Veranstaltung in den ungeraden Jahren jeweils zwischen den Jahren mit Europameisterschaften bzw. Olympischen Spielen beibehalten.
Im Wettbewerbsprogramm gab es eine Erweiterung im Angebot für die Frauen: Neu aufgenommen wurde der 10.000-Meter-Lauf. Der Wettbewerbskatalog für die Frauen wurde in den darauffolgenden Jahren sukzessive immer weiter an die Männerdisziplinen angepasst. Die nächste Erweiterung sollte 1993 erfolgen.
Nach sechs Siegen bei den Männer und Frauen in Folge durch die DDR konnte die UdSSR den Europacup sowohl mit den Männern als auch mit den Frauen wieder einmal für sich entscheiden. Der Titelverteidiger DDR landete jeweils auf Rang zwei. Beide Nationen qualifizierten sich für den im Oktober stattfindenden Weltcup im australischen Canberra.
Bei den Frauen wurden in allen Disziplinen bis auf das Kugelstoßen neue Europacuprekorde aufgestellt.
Die Männer stellten bei der Hälfte der Wettbewerbe neue Bestmarken auf. Frankreich bei den Männern und Italien bei den Frauen mussten durch ihre letzten Plätze den Abstieg in die B-Gruppe hinnehmen.
Welt- und Europarekorde wurden hier nicht aufgestellt, aber es gab folgende zwölf Landesrekorde:
- 400 m Hürden, Männer: 47,92 s – Alexander Wassiljew, Sowjetunion
- 3000 m Hindernis, Männer: 8:19,38 min – Iwan Konowalow, Sowjetunion
- 4 × 400 m, Männer: 3:00,36 min (BR) – BR Deutschland (Erwin Skamrahl, Klaus Just, Hartmut Weber, Ralf Lübke)
- Kugelstoßen, Männer: 22,05 m – Sergei Smirnow, Sowjetunion
- Diskuswurf, Männer: 65,12 – Dariusz Juzyszyn, Polen
- Hammerwurf, Männer: 86,08 – Zdeněk Adamec, Tschechoslowakei
- 400 m, Frauen: 48,60 s – Olha Wladikina, Großbritannien
- 3000 m, Frauen: 8:35,32 min – Zola Budd, Sowjetunion
- 4 × 100 m, Frauen: 42,00 s – Sowjetunion (Antonina Nastoburko, Natalja Pomoschtschnikowa, Marina Schirowa, Elwira Barbaschina)
- 4 × 100 m, Frauen: 42,71 s – Polen (Elżbieta Tomczak, Iwona Pakula, Ewa Pisiewicz, Ewa Kasprzyk)
- Weitsprung, Frauen: 6,56 – Antonella Capriotti, Italien
- 4 × 400 m, Frauen: 3:18,58 min – Sowjetunion (Irina Nasarowa, Nadija Olisarenko, Marija Pinigina, Olha Wladikina)

## Doping
Es wurden zwei Dopingfälle registriert. Beide Athleten starteten für die Tschechoslowakei jeweils in der Disziplin.
- Remigius Machura, Kugelstoßen, zunächst Platz zwei. – Er wurde positiv auf das anabole Steroid Stanozolol getestet. Wegen dieses Dopingvergehens wurde er zunächst mit einer lebenslangen Wettkampfsperre belegt, die jedoch bereits nach zwei Jahren wieder ausgesetzt wurde. Unter anderem sein hier im Europacup erzieltes Ergebnis wurde annulliert.[1]
- Zdeňka Šilhavá, Diskuswurf, zunächst Platz drei. – Sie war wie auch ihr Landsmann Remigius Machura Teil des tschechoslowakischen Staatsdopings und wurde 1985 des Verstoßes gegen die Antidopingbestimmungen überführt. Unter anderem ihr hier erzieltes Resultat wurde ihr aberkannt.[2]

## Länderwertungen 2. Liga
Auf Grund der großen Teilnehmerzahl wurde das C-Finale der Männer und Frauen in zwei Gruppen ausgetragen. Die Gruppe 1 ermittelte die Aufsteiger im Rudolf-Tonn-Stadion von Schwechat, Österreich, und die Gruppe 2 im Laugardalsvöllur von Reykjavík, Island.

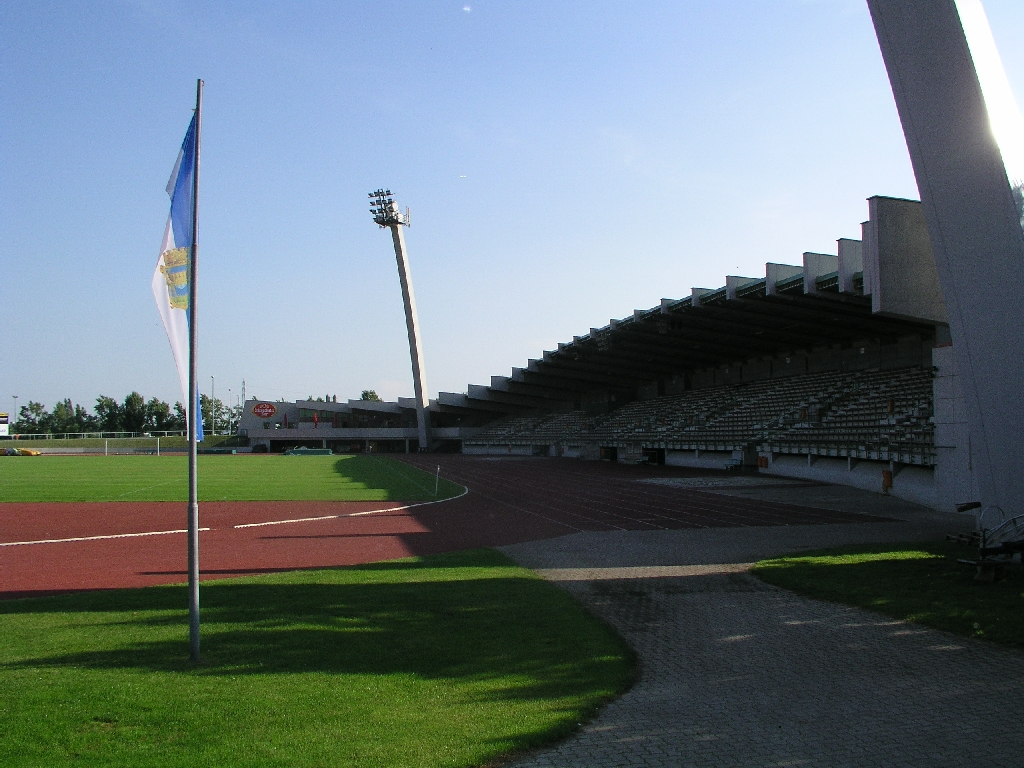
Das Rudolf-Tonn-Stadion in Schwechat-Rannersdorf

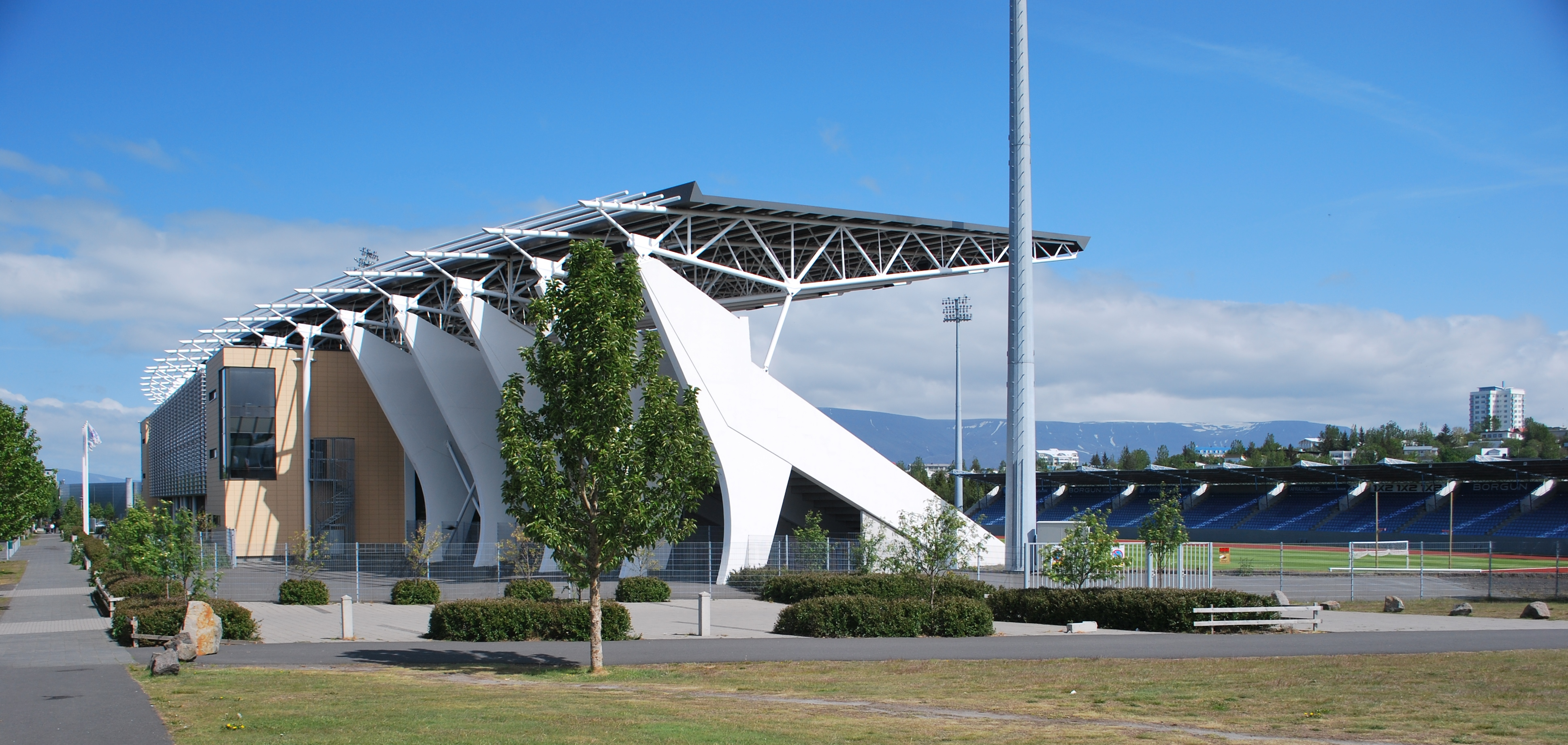
Laugardalsvöllur aus Südwest

| Länderwertungen C-Finale Gruppe 1 in Schwechat | Länderwertungen C-Finale Gruppe 1 in Schwechat | Länderwertungen C-Finale Gruppe 1 in Schwechat | Länderwertungen C-Finale Gruppe 1 in Schwechat | Länderwertungen C-Finale Gruppe 1 in Schwechat | Länderwertungen C-Finale Gruppe 1 in Schwechat |
|                                                | Frauen                                         | Frauen                                         |                                                | Männer                                         | Männer                                         |
| Platz                                          | Land                                           | Punkte                                         |                                                | Land                                           | Punkte                                         |
| ---------------------------------------------- | ---------------------------------------------- | ---------------------------------------------- | ---------------------------------------------- | ---------------------------------------------- | ---------------------------------------------- |
| 1                                              | Schweiz                                        | 82                                             |                                                | Österreich                                     | 75                                             |
| 2                                              | Spanien                                        | 68                                             |                                                | Portugal                                       | 72                                             |
| 3                                              | Österreich                                     | 65                                             |                                                | Niederlande                                    | 68                                             |
| 4                                              | Portugal                                       | 52                                             |                                                | Zypern                                         | 48                                             |
| 5                                              | Zypern                                         | 36                                             |                                                | Türkei                                         | 37                                             |
| 6                                              | Griechenland                                   | 32                                             |                                                |                                                |                                                |

 qualifiziert für die 1. Liga des nächsten Europacups
| Länderwertungen 2. Liga Gruppe 2 in Reykjavík | Länderwertungen 2. Liga Gruppe 2 in Reykjavík | Länderwertungen 2. Liga Gruppe 2 in Reykjavík | Länderwertungen 2. Liga Gruppe 2 in Reykjavík | Länderwertungen 2. Liga Gruppe 2 in Reykjavík | Länderwertungen 2. Liga Gruppe 2 in Reykjavík |
|                                               | Frauen                                        | Frauen                                        |                                               | Männer                                        | Männer                                        |
| Platz                                         | Land                                          | Punkte                                        |                                               | Land                                          | Punkte                                        |
| --------------------------------------------- | --------------------------------------------- | --------------------------------------------- | --------------------------------------------- | --------------------------------------------- | --------------------------------------------- |
| 1                                             | Norwegen                                      | 49                                            |                                               | Schweden                                      | 79                                            |
| 2                                             | Belgien                                       | 48                                            |                                               | Belgien                                       | 68                                            |
| 3                                             | Irland                                        | 32                                            |                                               | Dänemark                                      | 54                                            |
| 4                                             | Island                                        | 30                                            |                                               | Irland                                        | 53                                            |
| 5                                             |                                               |                                               |                                               | Island                                        | 45                                            |

 qualifiziert für die 1. Liga des nächsten Europacups

## Länderwertungen 1. Liga
Das B-Finale der Männer und Frauen fand am 10. und 11. August 1985 im Népstadion von Budapest, Ungarn, statt.

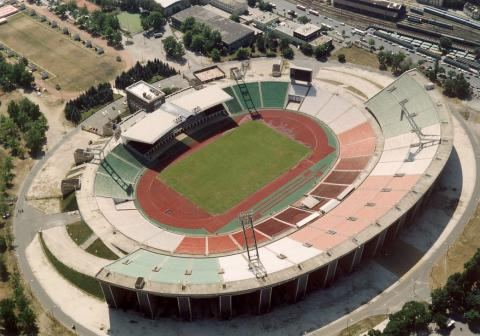
Das damalige Népstadion

| Länderwertungen 1. Liga | Länderwertungen 1. Liga | Länderwertungen 1. Liga | Länderwertungen 1. Liga | Länderwertungen 1. Liga | Länderwertungen 1. Liga |
|                         | Frauen – in Sittard     | Frauen – in Sittard     |                         | Männer – in Prag        | Männer – in Prag        |
| Platz                   | Land                    | Punkte                  |                         | Land                    | Punkte                  |
| ----------------------- | ----------------------- | ----------------------- | ----------------------- | ----------------------- | ----------------------- |
| 1                       | Frankreich              | 102                     |                         | Spanien                 | 116,0                   |
| 2                       | Rumänien                | 101                     |                         | Bulgarien               | 113,0                   |
| 3                       | Ungarn                  | 082                     |                         | Ungarn                  | 106,5                   |
| 4                       | Finnland                | 069                     |                         | Finnland                | 082,5                   |
| 5                       | Niederlande             | 068                     |                         | Schweiz                 | 082,0                   |
| 6                       | Schweden                | 061                     |                         | Jugoslawien             | 081,0                   |
| 7                       | Jugoslawien             | 057                     |                         | Griechenland            | 081,0                   |
| 8                       | Dänemark                | 035                     |                         | Norwegen                | 057,0                   |

 qualifiziert für die Superliga des nächsten Europacups

 abgestiegen in die 2. Liga des nächsten Europacups

## Länderwertungen Superliga
| Länderwertungen Superliga – in Moskau | Länderwertungen Superliga – in Moskau | Länderwertungen Superliga – in Moskau | Länderwertungen Superliga – in Moskau | Länderwertungen Superliga – in Moskau | Länderwertungen Superliga – in Moskau |
|                                       | Frauen                                | Frauen                                |                                       | Männer                                | Männer                                |
| Platz                                 | Land                                  | Punkte                                |                                       | Land                                  | Punkte                                |
| ------------------------------------- | ------------------------------------- | ------------------------------------- | ------------------------------------- | ------------------------------------- | ------------------------------------- |
| 1                                     | Sowjetunion                           | 118                                   | 1                                     | Sowjetunion                           | 125                                   |
| 2                                     | DDR                                   | 111                                   | 2                                     | DDR                                   | 113                                   |
| 3                                     | Großbritannien                        | 067                                   | 3                                     | BR Deutschland                        | 091                                   |
| 4                                     | Bulgarien                             | 065                                   | 4                                     | Großbritannien                        | 089                                   |
| 5                                     | Tschechoslowakei                      | 062                                   | 5                                     | Polen                                 | 085                                   |
| 6                                     | Polen                                 | 060                                   | 6                                     | Tschechoslowakei                      | 079                                   |
| 7                                     | BR Deutschland                        | 057                                   | 7                                     | Italien                               | 071                                   |
| 8                                     | Italien                               | 035                                   | 8                                     | Frankreich                            | 067                                   |

 abgestiegen in die 1. Liga des nächsten Europacups

## Legende
Kurze Übersicht zur Bedeutung der Symbolik – so üblicherweise auch in sonstigen Veröffentlichungen verwendet:
| NR  | Nationaler Rekord                     |
| BR  | Bundesdeutscher Rekord                |
| CR  | Championship Record                   |
| DNF | did not finish (nicht im Ziel)        |
| DOP | wegen Dopingvergehens disqualifiziert |

## Superliga: Resultate der Einzeldisziplinen

### Männer

#### 100 m
| Platz | Land | Athlet            | Zeit (s) | Pkt. |
| ----- | ---- | ----------------- | -------- | ---- |
| 1     | POL  | Marian Woronin    | 10,14    | 8    |
| 2     | URS  | Wladimir Murawjow | 10,22    | 7    |
| 3     | GDR  | Frank Emmelmann   | 10,24    | 6    |
| 4     | GBR  | Lincoln Asquith   | 10,33    | 5    |
| 5     | FRA  | Antoine Richard   | 10,42    | 4    |
| 6     | ITA  | Antonio Ullo      | 10,46    | 3    |
| 7     | FRG  | Christian Haas    | 10,47    | 2    |
| 8     | TCH  | Luboš Chochlík    | 10,52    | 1    |

Datum: 17. August
Wind: +0,6 m/s
| WR | 9,93 s  | Calvin Smith  | USA | 1983 in Colorado Springs |
| ER | 10,01 s | Pietro Mennea | ITA | 1979 in Mexiko-Stadt     |

#### 200 m
| Platz | Land | Athlet              | Zeit (s) | Pkt. |
| ----- | ---- | ------------------- | -------- | ---- |
| 1     | GDR  | Frank Emmelmann     | 20,23 CR | 8    |
| 2     | URS  | Alexander Jewgenjew | 20,42000 | 7    |
| 3     | FRG  | Ralf Lübke          | 20,43000 | 6    |
| 4     | POL  | Marian Woronin      | 20,50000 | 5    |
| 5     | ITA  | Carlo Simionato     | 20,58000 | 4    |
| 6     | FRA  | Daniel Sangouma     | 20,60000 | 3    |
| 7     | GBR  | Donovan Reid        | 20,67000 | 2    |
| 8     | TCH  | František Břečka    | 21,35000 | 1    |

Datum: 18. August
Wind: +0,2 m/s
| WR/ER | 19,72 s | Pietro Mennea | ITA | 1979 in Mexiko-Stadt |

#### 400 m
| Platz | Land | Athlet               | Zeit (s) | Pkt. |
| ----- | ---- | -------------------- | -------- | ---- |
| 1     | GDR  | Thomas Schönlebe     | 44,96 CR | 8    |
| 2     | URS  | Wladimir Krylow      | 45,22000 | 7    |
| 3     | GBR  | Derek Redmond        | 45,35000 | 6    |
| 4     | FRG  | Erwin Skamrahl       | 45,60000 | 5    |
| 5     | ITA  | Pierfrancesco Pavoni | 45,71000 | 4    |
| 6     | TCH  | Jindřich Roun        | 46,04000 | 3    |
| 7     | POL  | Ryszard Wichrowski   | 46,34000 | 2    |
| 8     | FRA  | Aldo Canti           | 46,43000 | 1    |

Datum: 17. August
| WR | 43,86 s | Lee Evans      | USA | 1968 in Mexiko-Stadt |
| ER | 44,50 s | Erwin Skamrahl | FRG | 1983 in München      |

#### 800 m
| Platz | Land | Athlet            | Zeit (min) | Pkt. |
| ----- | ---- | ----------------- | ---------- | ---- |
| 1     | GBR  | Tom McKean        | 1:49,11    | 8    |
| 2     | POL  | Piotr Piekarski   | 1:49,73    | 7    |
| 3     | FRG  | Peter Braun       | 1:49,79    | 6    |
| 4     | FRA  | Philippe Dupont   | 1:49,96    | 5    |
| 5     | URS  | Viktor Zemlianski | 1:50,41    | 4    |
| 6     | GDR  | Andreas Hauck     | 1:50,55    | 3    |
| 7     | ITA  | Alberto Barsotti  | 1:51,52    | 2    |
| 8     | TCH  | Marcel Theer      | 1:51,73    | 1    |

Datum: 18. August
| WR/ER | 1:41,73 min | Sebastian Coe | GBR | 1981 in Florenz |

#### 1500 m
| Platz | Land | Athlet            | Zeit (min) | Pkt. |
| ----- | ---- | ----------------- | ---------- | ---- |
| 1     | GBR  | Steve Cram        | 3:43,71    | 8    |
| 2     | GDR  | Olaf Beyer        | 3:44,96    | 7    |
| 3     | ITA  | Stefano Mei       | 3:45,14    | 6    |
| 4     | URS  | Igor Lotarjow     | 3:45,16    | 5    |
| 5     | POL  | Ryszard Ostrowski | 3:45,63    | 4    |
| 6     | FRG  | Uwe Becker        | 3:46,14    | 3    |
| 7     | FRA  | Pascal Thiébaut   | 3:52,52    | 2    |
| 8     | TCH  | Ivan Adámek       | 3:53,05    | 1    |

Datum: 17. August
| WR/ER | 3:29,67 min | Steve Cram | GBR | 1985 in Nizza |

#### 5000 m
| Platz | Land | Athlet             | Zeit (min) | Pkt. |
| ----- | ---- | ------------------ | ---------- | ---- |
| 1     | ITA  | Alberto Cova       | 14:05,45   | 8    |
| 2     | FRG  | Thomas Wessinghage | 14:05,72   | 7    |
| 3     | GBR  | Steve Harris       | 14:06,25   | 6    |
| 4     | URS  | Gennadi Temnikow   | 14:06,60   | 5    |
| 5     | GDR  | Frank Heine        | 14:06,67   | 4    |
| 6     | POL  | Bogusław Psujek    | 14:08,35   | 3    |
| 7     | FRA  | Jean-Louis Prianon | 14:11,00   | 2    |
| 8     | TCH  | Martin Vrábel      | 14:20,08   | 1    |

Datum: 18. August
| WR | 13:00,40 min | Saïd Aouita     | MAR | 1985 in Oslo |
| ER | 13:00,41 min | David Moorcroft | GBR | 1982 in Oslo |

#### 10.000 m
| Platz | Land | Athlet             | Zeit (min) | Pkt. |
| ----- | ---- | ------------------ | ---------- | ---- |
| 1     | ITA  | Alberto Cova       | 28:51,66   | 8    |
| 2     | GDR  | Werner Schildhauer | 28:56,57   | 7    |
| 3     | FRG  | Christoph Herle    | 29:02,92   | 6    |
| 4     | TCH  | Martin Vrábel      | 29:13,85   | 5    |
| 5     | FRA  | Pierre Levisse     | 29:22,10   | 4    |
| 6     | URS  | Andrei Kusnezow    | 29:31,58   | 3    |
| 7     | GBR  | Mike McLeod        | 29:36,42   | 2    |
| 8     | POL  | Antoni Niemczak    | 29:56,39   | 1    |

Datum: 17. August
| WR/ER | 27:13,81 min | Fernando Mamede | PRT | 1984 in Stockholm |

#### 110 m Hürden
| Platz | Land | Athlet             | Zeit (s) | Pkt. |
| ----- | ---- | ------------------ | -------- | ---- |
| 1     | URS  | Sergei Ussow       | 13,56    | 8    |
| 2     | ITA  | Daniele Fontecchio | 13,66    | 7    |
| 3     | FRA  | Stéphane Caristan  | 13,67    | 6    |
| 4     | GBR  | Wilbert Greaves    | 13,74    | 5    |
| 5     | POL  | Romuald Giegiel    | 13,74    | 4    |
| 6     | TCH  | Aleš Höffer        | 13,87    | 3    |
| 7     | FRG  | Michael Radzey     | 13,87    | 2    |
| 8     | GDR  | Jörg Naumann       | 13,90    | 1    |

Datum: 18. August
Wind: +0,6 m/s
| WR | 12,93 s | Renaldo Nehemiah | USA | 1981 in Zürich        |
| ER | 13,28 s | Guy Drut         | FRA | 1975 in Saint-Étienne |

#### 400 m Hürden
| Platz | Land | Athlet              | Zeit (s) | Pkt. |
| ----- | ---- | ------------------- | -------- | ---- |
| 1     | FRG  | Harald Schmid       | 47,85 CR | 8    |
| 2     | URS  | Alexander Wassiljew | 47,92 NR | 7    |
| 3     | GBR  | Mark Holtom         | 50,17000 | 6    |
| 4     | FRA  | Olivier Gui         | 50,47000 | 5    |
| 5     | GDR  | Hans-Jürgen Ende    | 50,62000 | 4    |
| 6     | TCH  | Stanislav Návesňák  | 50,65000 | 3    |
| 7     | POL  | Ryszard Stoch       | 50,86000 | 2    |
| 8     | ITA  | Giorgio Rucli       | 51,50000 | 1    |

Datum: 17. August
| WR | 47,02 s | Edwin Moses   | USA | 1983 in Koblenz |
| ER | 47,48 s | Harald Schmid | FRG | 1982 in Athen   |

#### 3000 m Hindernis
| Platz | Land | Athlet            | Zeit (min) | Pkt. |
| ----- | ---- | ----------------- | ---------- | ---- |
| 1     | FRG  | Patriz Ilg        | 8:16,14    | 8    |
| 2     | POL  | Bogusław Mamiński | 8:17,40    | 7    |
| 3     | FRA  | Joseph Mahmoud    | 8:17,85    | 6    |
| 4     | URS  | Iwan Konowalow    | 8:19,38 NR | 5    |
| 5     | GBR  | Colin Reitz       | 8:27,27    | 4    |
| 6     | GDR  | Hagen Melzer      | 8:28,56    | 3    |
| 7     | ITA  | Francesco Panetta | 8:31,77    | 2    |
| 8     | TCH  | Luboš Gaisl       | 8:45,26    | 1    |

Datum: 18. August
| WR | 8:05,40 min | Henry Rono     | KEN | 1978 in Seattle |
| ER | 8:07,62 min | Joseph Mahmoud | FRA | 1984 in Brüssel |

#### 4 × 100 m Staffel
| Platz | Land | Athlet                                                                       | Zeit (s) | Pkt. |
| ----- | ---- | ---------------------------------------------------------------------------- | -------- | ---- |
| 1     | URS  | Andrei Schljapnikow Alexander Semjonow Alexander Jewgenjew Wladimir Murawjow | 38,28 CR | 8    |
| 2     | GDR  | Heiko Truppel Steffen Bringmann Olaf Prenzler Frank Emmelmann                | 38,53000 | 7    |
| 3     | ITA  | Antonio Ullo Carlo Simionato Domenico Gorla Stefano Tilli                    | 38,88000 | 6    |
| 4     | GBR  | Lincoln Asquith Donovan Reid Mike McFarlane Cameron Sharp                    | 38,97000 | 5    |
| 5     | FRG  | Gerhard Sewald Christian Haas Fritz Heer Ralf Lübke                          | 39,06000 | 4    |
| 6     | POL  | Zenon Licznerski Marian Woronin Czeslaw Pradzynski Zygfryd Swaczyna          | 39,15000 | 3    |
| 7     | FRA  | Gilles Quenéhervé Daniel Sangouma Antoine Richard Bruno Marie-Rose           | 39,31000 | 2    |
| 8     | TCH  | Luboš Chochlík František Břečka Josef Lomický Jindřich Roun                  | 40,08000 | 1    |

Datum: 17. August
| WR | 37,83 s | USA | Graddy Ron Brown Calvin Smith Carl Lewis                    | 1984 in Los Angeles     |
| ER | 38,29 s | DDR | Thomas Schröder Detlef Kübeck Olaf Prenzler Frank Emmelmann | 1982 in Karl-Marx-Stadt |

#### 4 × 400 m Staffel
| Platz | Land | Athlet                                                                         | Zeit (min)                       | Pkt. |
| ----- | ---- | ------------------------------------------------------------------------------ | -------------------------------- | ---- |
| 1     | FRG  | Erwin Skamrahl Klaus Just Harald Schmid Ralf Lübke                             | 3:00,33 BR/CR                    | 8    |
| 2     | GDR  | Guido Lieske Jens Carlowitz Mathias Schersing Thomas Schönlebe                 | 3:00,48000000                    | 7    |
| 3     | GBR  | Roger Black Kriss Akabusi Derek Redmond Todd Bennett                           | 3:03,31000000                    | 6    |
| 4     | TCH  | Daniel Hejret Petr Břečka Dusan Malovec Jindřich Roun                          | 3:04,98000000                    | 5    |
| 5     | POL  | Marek Sira Ryszard Wichrowski Ryszard Jaszkowski Andrzej Stępień               | 3:05,08000000                    | 4    |
| 6     | FRA  | Yann Quentrec Jean-Jacques Février Aldo Canti Olivier Gui                      | 3:05,21000000                    | 3    |
| 7     | ITA  | Roberto Ribaud Carlo Simionato Mauro Zuliani Pierfrancesco Pavoni              | 3:05,22000000                    | 2    |
| 8     | URS  | Wladimir Prosin Alexander Troschtschilo Alexander Kurotschikin Wladimir Krylow | 3:06,46000000 (nach Sturz)000000 | 1    |

Datum: 18. August
| WR | 2:56,16 | USA | Vince Matthews Ron Freeman Larry James Lee Evans               | 1968 in Mexiko-Stadt |
| ER | 2:59,86 | DDR | Frank Möller Mathias Schersing Jens Carlowitz Thomas Schönlebe | 1985 in Erfurt       |

#### Hochsprung
| Platz | Land | Athlet              | Höhe (m) | Pkt. |
| ----- | ---- | ------------------- | -------- | ---- |
| 1     | TCH  | Ján Zvara           | 2,29     | 8    |
| 2     | GDR  | Gerd Wessig         | 2,29     | 7    |
| 3     | URS  | Igor Paklin         | 2,26     | 6    |
| 4     | FRG  | Carlo Thränhardt    | 2,23     | 5    |
| 5     | POL  | Jacek Wszoła        | 2,20     | 4    |
| 6     | ITA  | G. Piero Palomba    | 2,15     | 3    |
| 7     | GBR  | Floyd Manderson     | 2,15     | 2    |
| 8     | FRA  | Dominique Hernandez | 2,15     | 1    |

Datum: 17. August
| WR/ER | 2,40 m | Rudolf Powarnizyn | URS | 1985 in Donezk |

#### Stabhochsprung
| Platz | Land | Athlet          | Höhe (m) | Pkt. |
| ----- | ---- | --------------- | -------- | ---- |
| 1     | URS  | Serhij Bubka    | 5,80 CR  | 8    |
| 2     | FRA  | Philippe Collet | 5,70000  | 7    |
| 3     | POL  | Marian Kolasa   | 5,60000  | 6    |
| 4     | TCH  | Zdeněk Lubenský | 5,50000  | 5    |
| 5     | GDR  | Christoph Pietz | 5,40000  | 4    |
| 6     | FRG  | Jürgen Winkler  | 5,40000  | 3    |
| 7     | ITA  | Mauro Barella   | 5,40000  | 2    |
| 8     | GBR  | Jeff Gutteridge | 5,00000  | 1    |

Datum: 18. August
| WR/ER | 6,00 m | Serhij Bubka | URS | 1985 in Paris |

#### Weitsprung
| Platz | Land | Athlet               | Weite (m) | Pkt. |
| ----- | ---- | -------------------- | --------- | ---- |
| 1     | URS  | Serhij Lajewskyj     | 8,19      | 8    |
| 2     | TCH  | Jan Leitner          | 8,00      | 7    |
| 3     | GDR  | Uwe Lange            | 7,96      | 6    |
| 4     | POL  | Andrzej Klimaszewski | 7,90      | 5    |
| 5     | FRA  | Norbert Brige        | 7,88      | 4    |
| 6     | GBR  | Derrick Brown        | 7,84      | 3    |
| 7     | FRG  | Markus Kessler       | 7,75      | 2    |
| 8     | ITA  | Giovanni Evangelisti | 7,65      | 1    |

Datum: 17. August
| WR | 8,90 | Bob Beamon      | USA | 1968 in Mexiko-Stadt |
| ER | 8,54 | Lutz Dombrowski | GDR | 1980 in Moskau       |

#### Dreisprung
| Platz | Land | Athlet            | Weite (m) | Pkt. |
| ----- | ---- | ----------------- | --------- | ---- |
| 1     | GBR  | John Herbert      | 17,39 CR  | 8    |
| 2     | GDR  | Volker Mai        | 17,26000  | 7    |
| 3     | URS  | Oleg Protsenko    | 16,99000  | 6    |
| 4     | TCH  | Ján Čado          | 16,87000  | 5    |
| 5     | POL  | Zdzisław Hoffmann | 16,74000  | 4    |
| 6     | FRG  | Ralf Jaros        | 16,70000  | 3    |
| 7     | FRA  | Alain René-Corail | 16,49000  | 2    |
| 8     | ITA  | Dario Badinelli   | 16,43000  | 1    |

Datum: 18. August
| WR | 17,97 | Willie Banks   | USA | 1985 in Indianapolis |
| ER | 17,77 | Christo Markow | BUL | 1985 in Budapest     |

#### Kugelstoßen
| Platz | Land | Athlet            | Weite (m)   | Pkt. |
| ----- | ---- | ----------------- | ----------- | ---- |
| 1     | URS  | Sergei Smirnow    | 22,05 NR/CR | 8    |
| 2     | ITA  | Alessandro Andrei | 21,26000000 | 7    |
| 3     | GDR  | Udo Beyer         | 20,51000000 | 6    |
| 4     | POL  | Helmut Krieger    | 19,28000000 | 5    |
| 5     | FRA  | Luc Viudès        | 19,00000000 | 4    |
| 6     | FRG  | Bernd Kneißler    | 18,67000000 | 3    |
| 7     | GBR  | Billy Cole        | 18,12000000 | 2    |
| DOP   | TCH  | Remigius Machura  | 21,45000000 | 0    |

Datum: 17. August
| WR/ER | 22,22 | Udo Beyer | GDR | 1983 in Los Angeles |

Doping:

Der zunächst zweitplatzierte Tschechoslowake Remigius Machura wurde positiv auf das anabole Steroid Stanozolol getestet. Wegen dieses Vergehens wurde er zunächst mit einer lebenslangen Wettkampfsperre belegt, die jedoch bereits nach zwei Jahren wieder ausgesetzt wurde. Unter anderem sein hier im Europacup erzieltes Ergebnis wurde annulliert.

#### Diskuswurf
| Platz | Land | Athlet                | Weite (m) | Pkt. |
| ----- | ---- | --------------------- | --------- | ---- |
| 1     | TCH  | Imrich Bugár          | 66,80000  | 8    |
| 2     | URS  | Georgi Kolnootschenko | 65,60000  | 7    |
| 3     | POL  | Dariusz Juzyszyn      | 65,12 NR  | 6    |
| 4     | GDR  | Jürgen Schult         | 64,00000  | 5    |
| 5     | FRG  | Alwin Wagner          | 63,10000  | 4    |
| 6     | ITA  | Marco Bucci           | 59,84000  | 3    |
| 7     | GBR  | Paul Mardle           | 57,24000  | 2    |
| 8     | FRA  | Patrick Journoud      | 56,98000  | 1    |

Datum: 18. August
| WR/ER | 71,86 m | Juri Dumtschew | URS | 1983 in Moskau |

#### Hammerwurf
| Platz | Land | Athlet              | Weite (m) | Pkt. |
| ----- | ---- | ------------------- | --------- | ---- |
| 1     | URS  | Jüri Tamm           | 82,90 CR  | 8    |
| 2     | TCH  | František Vrbka     | 80,38000  | 7    |
| 3     | GDR  | Matthias Moder      | 77,88000  | 6    |
| 4     | FRG  | Christoph Sahner    | 76,84000  | 5    |
| 5     | GBR  | Dave Smith          | 74,44000  | 4    |
| 6     | POL  | Mariusz Tomaszewski | 74,02000  | 3    |
| 7     | FRA  | Walter Ciofani      | 73,12000  | 2    |
| 8     | ITA  | Orlando Bianchini   | 72,74000  | 1    |

Datum: 18. August
| WR/ER | 86,34 m | Jurij Sedych | URS | 1984 in Cork |

#### Speerwurf
| Platz | Land | Athlet             | Weite (m) | Pkt. |
| ----- | ---- | ------------------ | --------- | ---- |
| 1     | GDR  | Uwe Hohn           | 92,88 CR  | 8    |
| 2     | URS  | Wiktor Jewsjukow   | 88,86000  | 7    |
| 3     | TCH  | Zdeněk Adamec      | 86,08 NR  | 6    |
| 4     | GBR  | David Ottley       | 85,72000  | 5    |
| 5     | FRA  | Jean-Paul Lakafia  | 82,98000  | 4    |
| 6     | POL  | Mirosław Szybowski | 82,54000  | 3    |
| 7     | FRG  | Klaus Tafelmeier   | 77,50000  | 2    |
| 8     | ITA  | Fabio Michielon    | 68,22000  | 1    |

Datum: 17. August
| WR/ER | 104,80 m | Uwe Hohn | GDR | 1984 in Berlin |

### Frauen

#### 100 m
| Platz | Land | Athletin          | Zeit (s) | Pkt. |
| ----- | ---- | ----------------- | -------- | ---- |
| 1     | GDR  | Marlies Göhr      | 10,95 CR | 8    |
| 2     | URS  | Marina Schirowa   | 10,98000 | 7    |
| 3     | BUL  | Anelija Nunewa    | 11,14000 | 6    |
| 4     | FRG  | Heidi-Elke Gaugel | 11,19000 | 5    |
| 5     | POL  | Elżbieta Tomczak  | 11,21000 | 4    |
| 6     | GBR  | Heather Oakes     | 11,33000 | 3    |
| 7     | ITA  | Marisa Masullo    | 11,49000 | 2    |
| 8     | TCH  | Helena Syrůčková  | 11,97000 | 1    |

Datum: 17. August
Wind: +0,1 m/s
| WR | 10,76 s | Evelyn Ashford | USA | 1984 in Zürich |
| ER | 10,81 s | Marlies Göhr   | DDR | 1983 in Berlin |

#### 200 m
| Platz | Land | Athletin              | Zeit (s) | Pkt. |
| ----- | ---- | --------------------- | -------- | ---- |
| 1     | GDR  | Marita Koch           | 22,02 CR | 8    |
| 2     | URS  | Elvira Barbashina     | 22,70000 | 7    |
| 3     | POL  | Ewa Kasprzyk          | 22,72000 | 6    |
| 4     | FRG  | Heidi-Elke Gaugel     | 22,81000 | 5    |
| 5     | GBR  | Kathy Cook            | 22,87000 | 4    |
| 6     | TCH  | Jarmila Kratochvílová | 22,96000 | 3    |
| 7     | ITA  | Marisa Masullo        | 23,33000 | 2    |
| 8     | BUL  | Pepa Pawlowa          | 23,58000 | 1    |

Datum: 18. August
Wind: +0,2 m/s
| WR/ER | 21,71 s | Marita Koch | GDR | 1979 in Karl-Marx-Stadt 1984 in Potsdam |

#### 400 m
| Platz | Land | Athletin           | Zeit (s)    | Pkt. |
| ----- | ---- | ------------------ | ----------- | ---- |
| 1     | URS  | Olha Wladykina     | 48,60 NR/CR | 8    |
| 2     | GDR  | Kirsten Emmelmann  | 50,20000000 | 7    |
| 3     | BUL  | Rossiza Stamenowa  | 51,75000000 | 6    |
| 4     | TCH  | Alena Bulířová     | 51,92000000 | 5    |
| 5     | ITA  | Erica Rossi        | 52,35000000 | 4    |
| 6     | GBR  | Linda Keough       | 52,49000000 | 3    |
| 7     | POL  | Małgorzata Dunecka | 52,65000000 | 2    |
| 8     | FRG  | Gisela Kinzel      | 53,15000000 | 1    |

Datum: 17. August
| WR/ER | 47,99 s | Jarmila Kratochvílová | TCH | 1983 in Helsinki |

#### 800 m
| Platz | Land | Athletin              | Zeit (min) | Pkt. |
| ----- | ---- | --------------------- | ---------- | ---- |
| 1     | TCH  | Jarmila Kratochvílová | 1:55,91 CR | 8    |
| 2     | URS  | Nadija Olisarenko     | 1:56,63000 | 7    |
| 3     | GDR  | Christine Wachtel     | 1:56,71000 | 6    |
| 4     | GBR  | Kirsty McDermott      | 1:57,48000 | 5    |
| 5     | BUL  | Swobodka Damjanowa    | 2:00,20000 | 4    |
| 6     | POL  | Wanda Wójtowiec       | 2:03,94000 | 3    |
| 7     | ITA  | Roberta Brunet        | 2:09,41000 | 2    |
| DNF   | FRG  | Margrit Klinger       |            | 0    |

Datum: 17. August
| WR/ER | 1:53,28 min | Jarmila Kratochvílová | TCH | 1983 in München |

#### 1500 m
| Platz | Land | Athletin            | Zeit (min) | Pkt. |
| ----- | ---- | ------------------- | ---------- | ---- |
| 1     | URS  | Rawilja Agletdinowa | 3:58,40 CR | 8    |
| 2     | GBR  | Christina Boxer     | 4:02,58000 | 7    |
| 3     | GDR  | Hildegard Körner    | 4:03,55000 | 6    |
| 4     | BUL  | Nikolina Schterewa  | 4:06,26000 | 5    |
| 5     | TCH  | Milena Strnadová    | 4:07,35000 | 4    |
| 6     | FRG  | Brigitte Kraus      | 4:08,14000 | 3    |
| 7     | POL  | Barbara Klepka      | 4:14,12000 | 2    |
| 8     | ITA  | Agnese Possamai     | 4:24,66000 | 1    |

Datum: 18. August
| WR/ER | 3:52,47 min | Tatjana Kasankina | URS | 1980 in Zürich |

#### 3000 m
| Platz | Land | Athletin             | Zeit (min)    | Pkt. |
| ----- | ---- | -------------------- | ------------- | ---- |
| 1     | GBR  | Zola Budd            | 8:35,32 NR/CR | 8    |
| 2     | URS  | Samira Saizewa       | 8:35,74000000 | 7    |
| 3     | GDR  | Ulrike Bruns         | 8:36,51000000 | 6    |
| 4     | POL  | Wanda Panfil         | 8:58,51000000 | 5    |
| 5     | TCH  | Jana Kučeríková      | 9:02,88000000 | 4    |
| 6     | BUL  | Wanja Stojanowa      | 9:05,79000000 | 3    |
| 7     | ITA  | Agnese Possamai      | 9:13,10000000 | 2    |
| 8     | FRG  | Birgit-Maria Schmidt | 9:16,52000000 | 1    |

Datum: 17. August
| WR/ER | 8:22,62 min | Tatjana Kasankina | URS | 1984 in Leningrad |

#### 10.000 m
| Platz | Land | Athletin            | Zeit (min)  | Pkt. |
| ----- | ---- | ------------------- | ----------- | ---- |
| 1     | URS  | Olga Bondarenko     | 31:47,38 CR | 8    |
| 2     | GDR  | Ines Bibernell      | 32:47,42000 | 7    |
| 3     | GBR  | Angela Tooby        | 33:04,66000 | 6    |
| 4     | FRG  | Charlotte Teske     | 33:23,63000 | 5    |
| 5     | TCH  | Ľudmila Melicherová | 33:35,80000 | 4    |
| 6     | ITA  | Laura Fogli         | 34:37,72000 | 3    |
| 7     | POL  | Renata Kokowska     | 35:22,03000 | 2    |
| 8     | BUL  | Katja Krastewa      | 35:54,65000 | 1    |

Datum: 18. August
| WR/ER | 30:59,42 min | Ingrid Kristiansen | NOR | 1985 in Oslo |

#### 100 m Hürden
| Platz | Land | Athletin           | Zeit (s) | Pkt. |
| ----- | ---- | ------------------ | -------- | ---- |
| 1     | BUL  | Ginka Sagortschewa | 12,77 CR | 8    |
| 2     | URS  | Vera Akimova       | 12,80000 | 7    |
| 3     | GDR  | Cornelia Oschkenat | 12,83000 | 6    |
| 4     | FRG  | Ulrike Denk        | 12,91000 | 5    |
| 5     | GBR  | Judy Simpson       | 13,09000 | 4    |
| 6     | TCH  | Jitka Tesárková    | 13,53000 | 3    |
| 7     | POL  | Sylwia Bednarska   | 13,60000 | 2    |
| 8     | ITA  | Antonella Bellutti | 13,96000 | 1    |

Datum: 18. August
Wind: +1,6 m/s
| WR/ER | 12,36 s | Grażyna Rabsztyn | POL | 1980 in Warschau |

#### 400 m Hürden
| Platz | Land | Athletin           | Zeit (s) | Pkt. |
| ----- | ---- | ------------------ | -------- | ---- |
| 1     | GDR  | Sabine Busch       | 54,13 CR | 8    |
| 2     | URS  | Marina Stepanowa   | 54,73000 | 7    |
| 3     | POL  | Genowefa Błaszak   | 55,90000 | 6    |
| 4     | FRG  | Sabine Everts      | 57,32000 | 5    |
| 5     | ITA  | Giuseppina Cirulli | 57,87000 | 4    |
| 6     | GBR  | Yvette Wray        | 58,06000 | 3    |
| 7     | BUL  | Nadezhda Asenova   | 58,10000 | 2    |
| 8     | TCH  | Eva Eibnerová      | 58,98000 | 1    |

Datum: 17. August
| WR/ER | 53,58 s | Margarita Ponomarjowa | URS | 1984 in Kiew |

#### 4 × 100 m Staffel
| Platz | Land | Athletin                                                                        | Zeit (s) | Pkt. |
| ----- | ---- | ------------------------------------------------------------------------------- | -------- | ---- |
| 1     | GDR  | Silke Gladisch Marita Koch Ingrid Auerswald Marlies Göhr                        | 41,65 CR | 8    |
| 2     | URS  | Antonina Nastoburko Natalja Pomoschtschnikowa Marina Schirowa Elvira Barbashina | 42,00 NR | 7    |
| 3     | POL  | Elżbieta Tomczak Iwona Pakuła Ewa Pisiewicz Ewa Kasprzyk                        | 42,71 NR | 6    |
| 4     | GBR  | Jayne Andrews Joan Baptiste Simmone Jacobs Heather Oakes                        | 43,35000 | 5    |
| 5     | FRG  | Resi März Andrea Bersch Heidi-Elke Gaugel Ute Thimm                             | 43,39000 | 4    |
| 6     | ITA  | Carla Mercurio Anna Rita Balzani Daniela Ferrian Marisa Masullo                 | 44,24000 | 3    |
| 7     | TCH  | Eva Murková Emília Danišková Renata Černochová Helena Syrůčková                 | 45,18000 | 2    |
| 8     | BUL  | Krasimira Pentschewa Anelija Nunewa Pepa Pawlowa Ginka Sagortschewa             | 50,03000 | 1    |

Datum: 17. August
| WR/ER | 41,53 s | DDR | Silke Gladisch Marita Koch Ingrid Auerswald Marlies Göhr | 1983 in Berlin |

#### 4 × 400 m Staffel
| Platz | Land | Athletin                                                                 | Zeit (min)    | Pkt. |
| ----- | ---- | ------------------------------------------------------------------------ | ------------- | ---- |
| 1     | URS  | Olga Nasarowa Nadija Olisarenko Marija Pinigina Olga Wladykina           | 3:18,58 NR/CR | 8    |
| 2     | GDR  | Kirsten Emmelmann Sabine Busch Dagmar Neubauer Petra Müller              | 3:20,10000000 | 7    |
| 3     | TCH  | Alena Bulířová Zuzana Moravčíková Milena Strnadová Jarmila Kratochvílová | 3:26,59000000 | 6    |
| 4     | BUL  | Milena Andonowa Swobodka Damjanowa Jordanka Stojanowa Rossiza Stamenowa  | 3:28,10000000 | 5    |
| 5     | POL  | Ewa Marcinskowska Jolanta Stalmach Marzena Wojdecka Genowefa Błaszak     | 3:31,20000000 | 4    |
| 6     | FRG  | Ulrike Sommer Heike Schulte-Mattler Christiane Brinkmann Gisela Kinzel   | 3:31,51000000 | 3    |
| 7     | GBR  | Linda Keough Sybil Joseph Kathy Cook Gladys Taylor                       | 3:32,23000000 | 2    |
| 8     | ITA  | Nicoletta Belloni Cosetta Campana Giuseppina Cirulli Erica Rossi         | 3:36,93000000 | 1    |

Datum: 18. August
| WR/ER | 3:15,92 min | DDR | Gesine Walther Sabine Busch Dagmar Rübsam Marita Koch | 1984 in Erfurt |

#### Hochsprung
| Platz | Land | Athletin           | Höhe (m) | Pkt. |
| ----- | ---- | ------------------ | -------- | ---- |
| 1     | BUL  | Stefka Kostadinowa | 2,06 CR  | 8    |
| 2     | URS  | Tamara Bykowa      | 2,02000  | 7    |
| 3     | GDR  | Susanne Helm       | 1,96000  | 6    |
| 4     | POL  | Danuta Bułkowska   | 1,91000  | 5    |
| 5     | ITA  | Sara Simeoni       | 1,91000  | 4    |
| 6     | FRG  | Heike Redetzky     | 1,91000  | 3    |
| 7     | GBR  | Diana Davies       | 1,85000  | 2    |
| 8     | TCH  | Jana Brenkusová    | 1,85000  | 1    |

Datum: 18. August
| WR/ER | 2,07 | Ljudmila Andonowa | BUL | 1984 in Berlin |

#### Weitsprung
| Platz | Land | Athletin             | Weite (m) | Pkt. |
| ----- | ---- | -------------------- | --------- | ---- |
| 1     | URS  | Galina Tschistjakowa | 7,28 CR   | 8    |
| 2     | GDR  | Heike Drechsler      | 7,23000   | 7    |
| 3     | FRG  | Sabine Braun         | 6,71000   | 6    |
| 4     | POL  | Agata Karczmarek     | 6,62000   | 5    |
| 5     | BUL  | Silwija Christowa    | 6,56000   | 4    |
| 6     | TCH  | Eva Murková          | 6,56000   | 3    |
| 7     | ITA  | Antonella Capriotti  | 6,56 NR   | 2    |
| 8     | GBR  | Joyce Oladapo        | 6,42000   | 1    |

Datum: 18. August
| WR/ER | 7,43 | Anișoara Stanciu | ROU | 1983 in Bukarest |

#### Kugelstoßen
| Platz | Land | Athletin            | Weite (m) | Pkt. |
| ----- | ---- | ------------------- | --------- | ---- |
| 1     | URS  | Natalja Lissowskaja | 21,10     | 8    |
| 2     | TCH  | Helena Fibingerová  | 19,86     | 7    |
| 3     | GDR  | Ines Müller         | 19,76     | 6    |
| 4     | GBR  | Judy Oakes          | 17,96     | 5    |
| 5     | BUL  | Swetla Mitkowa      | 17,90     | 4    |
| 6     | FRG  | Vera Schmidt        | 17,16     | 3    |
| 7     | ITA  | Concetta Milanese   | 15,92     | 2    |
| 8     | POL  | Bogumiła Suska      | 15,02     | 1    |

Datum: 18. August
| WR/ER | 22,53 | Natalja Lissowskaja | URS | 1984 in Sotschi |

#### Diskuswurf
| Platz | Land | Athletin           | Weite (m) | Pkt. |
| ----- | ---- | ------------------ | --------- | ---- |
| 1     | URS  | Galina Sawinkowa   | 70,24 CR  | 8    |
| 2     | GDR  | Martina Opitz      | 68,20000  | 7    |
| 3     | BUL  | Zwetanka Christowa | 62,92000  | 6    |
| 4     | POL  | Renata Katewicz    | 57,24000  | 4    |
| 5     | FRG  | Dagmar Galler      | 57,12000  | 4    |
| 6     | GBR  | Venissa Head       | 51,88000  | 3    |
| 7     | ITA  | Maria Marello      | 50,94000  | 2    |
| DOP   | TCH  | Zdeňka Šilhavá     | 66,42000  | 0    |

Datum: 17. August
| WR/ER | 74,56 | Zdeňka Šilhavá | TCH | 1984 in Nitra |

Doping:

Die zunächst drittplatzierte Tschechoslowakin Zdeňka Šilhavá war wie auch ihr Landsmann Remigius Machura im Kugelstoßen Teil des tschechoslowakischen Staatsdopings und wurde 1985 des Verstoßes gegen die Antidopingbestimmungen überführt. Unter anderem ihr hier erzieltes Resultat wurde ihr aberkannt.

#### Speerwurf
| Platz | Land | Athletin               | Weite (m) | Pkt. |
| ----- | ---- | ---------------------- | --------- | ---- |
| 1     | GDR  | Petra Felke            | 73,20 CR  | 8    |
| 2     | GBR  | Fatima Whitbread       | 71,90000  | 7    |
| 3     | URS  | Natalja Kolentschukowa | 65,92000  | 6    |
| 4     | FRG  | Beate Peters           | 63,68000  | 5    |
| 5     | TCH  | Elena Bugárová         | 57,74000  | 4    |
| 6     | POL  | Genowefa Olejarz       | 56,92000  | 3    |
| 7     | BUL  | Ivanka Wantschewa      | 54,52000  | 2    |
| 8     | ITA  | Fausta Quintavalla     | 52,08000  | 1    |

Datum: 17. August
| WR/ER | 75,26 | Petra Felke | GDR | 1985 in Schwerin |

## Videolinks
- 1985 European Cup 100m men, youtube.com, abgerufen am 3. Februar 2024
- 717 European Cup Track and Field 1985 800m Men, youtube.com, abgerufen am 3. Februar 2024
- STEVE CRAM ( European Cup, Moscow 1985 ), youtube.com, abgerufen am 3. Februar 2024
- Sergey Smirnov (Russia) SHOT PUT 22.05 meters (CR) 1985 European Cup Moscow (17 augustus 1985), youtube.com, abgerufen am 3. Februar 2024
- 1985 European Cup 100m Women, youtube.com, abgerufen am 3. Februar 2024
- Zola Budd - 3000m - 1985 European Cup, youtube.com, abgerufen am 3. Februar 2024